# Anton Pashku
Anton Pashku (ur. 8 stycznia 1938 w Grazhdaniku koło Prizrenu, zm. 31 października 1995 w Prisztinie) – kosowski dziennikarz, pisarz i wydawca.

## Życiorys
Pochodził z chłopskiej rodziny, mieszkającej w małej wsi w górach Has, był synem piekarza. Uczył się początkowo w Prizrenie, a następnie ukończył szkołę średnią w Prisztinie. Od 1958 pracował jako dziennikarz w pismach Bashkimi (Zjednoczenie) i Mesuesi (Nauczyciel), a następnie aż do śmierci jako redaktor w wydawnictwie Rilindja w Prisztinie.
Pierwsze utwory publikował w prasie w roku 1957. Jego twórczość obejmuje krótkie opowiadania i powieści, zdradzające ślady fascynacji prozą George'a Orwella, Franza Kafki i Roberta Musila. Utwory Antona Pashku były trudne w odbiorze, naznaczone przykrymi doświadczeniami lat 50. XX w. Wyjątkowo charakter posiada powieść Oh, wydana w 1971, stanowiąca rzadki w literaturze albańskiej przykład powieści groteskowej.

## Dzieła
- 1961: Tregime (Opowiadania)
- 1965: Nji pjesë e lindjes, (Część urodzenia – opowiadania)
- 1968: Kulla (opowiadania)
- 1971: Oh, (O !) – powieść groteskowa
- 1973: Kjasina – tregime të zgjedhura, (Wyciek – opowiadania)
- 1978: Lutjet e mbrëmjes, (Wieczorne modły)
- 1986: Tregime fantastike (Opowiadania fantastyczne)

### Dramaty
- 1969: Sinkopa (Synkopa)
- 1976: Gof (Gorączka)
- 1982: Tragjedi moderne (Nowoczesna tragedia)